# Sidi Moumen
Sidi Moumen (en àrab سيدي مؤمن, Sīdī Muʾmin; en amazic ⵙⵉⴷⵉ ⵎⵓⵎⴰⵏ) és un districte (arrondissement) de la ciutat de Casablanca, dins la prefectura de Casablanca, a la regió de Casablanca-Settat, al Marroc. Segons el cens de 2014 tenia una població total de 454.779 persones.